# Pantalones deportivos

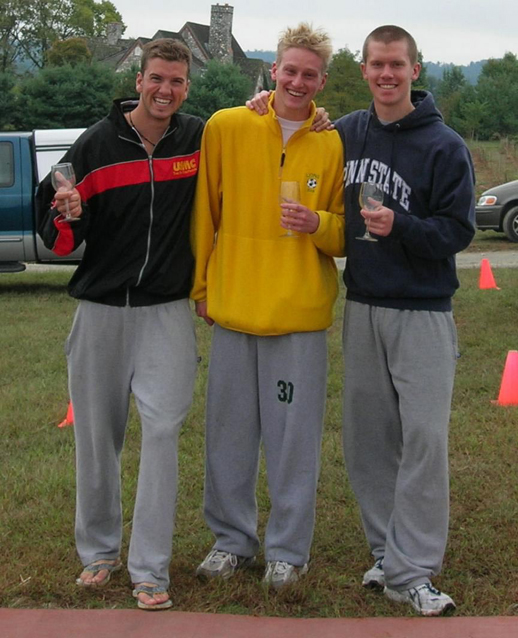
Tres jóvenes alrededor de los 25 y 28 años, vistiendo sweatpants grises.

Los pantalones deportivos son un tipo de pantalón diseñado para practicar actividad deportiva, o bien, para brindar comodidad al descansar. También son usados en otros ámbitos como ropa casual.
En México se les conoce como "pants", en Colombia  como "sudadera o pantalón sudadera", en Chile y Perú como buzo, en Ecuador como calentador y en Venezuela como mono.

## Historia
El primer par de pantalones deportivos fue introducido en la década de 1920, por Émile Camuset, el fundador de Le Coq Sportif. Estos eran simples pantalones de punto gris que permitían a los atletas estirarse y correr cómodamente.

## Diseño
Se hacen generalmente de algodón o Poliéster, a menudo de un punto grueso, comúnmente tienen elásticos en la cintura, cordones y pueden o no tener bolsillos. Algunos pantalones deportivos también pueden llevar puños elásticos en el dobladillo de la pierna. Tradicionalmente eran de color gris ceniza, pero ahora están disponibles en muchos colores. Sus características principales son proporcionar flexibilidad y confort y ser holgados, aunque también están disponibles en formas más ajustadas.

## Cultura
En principio, esta prenda estaba enfocada solo al uso deportivo, o para usarlos en casa, por su comodidad. Actualmente, están disponibles en muchos estilos de moda y se usan en una gran variedad de situaciones, debido a esto, se han convertido en una opción popular de ropa. Los pantalones deportivos pueden provenir de muchos materiales diferentes y en muchas formas, incluso gruesas y delgadas. A veces son asociados con la gimnasia o el Hip hop. Esta percepción específica del nicho de estos pantalones desde la década de 1980, ha resultado en extensas regulaciones sobre el código de vestimenta en algunos establecimientos, la prohibición de su uso en sus instalaciones; incluyendo algunos cafés alemanes y una gran cantidad de clubes nocturnos en todo el mundo.

## Variaciones

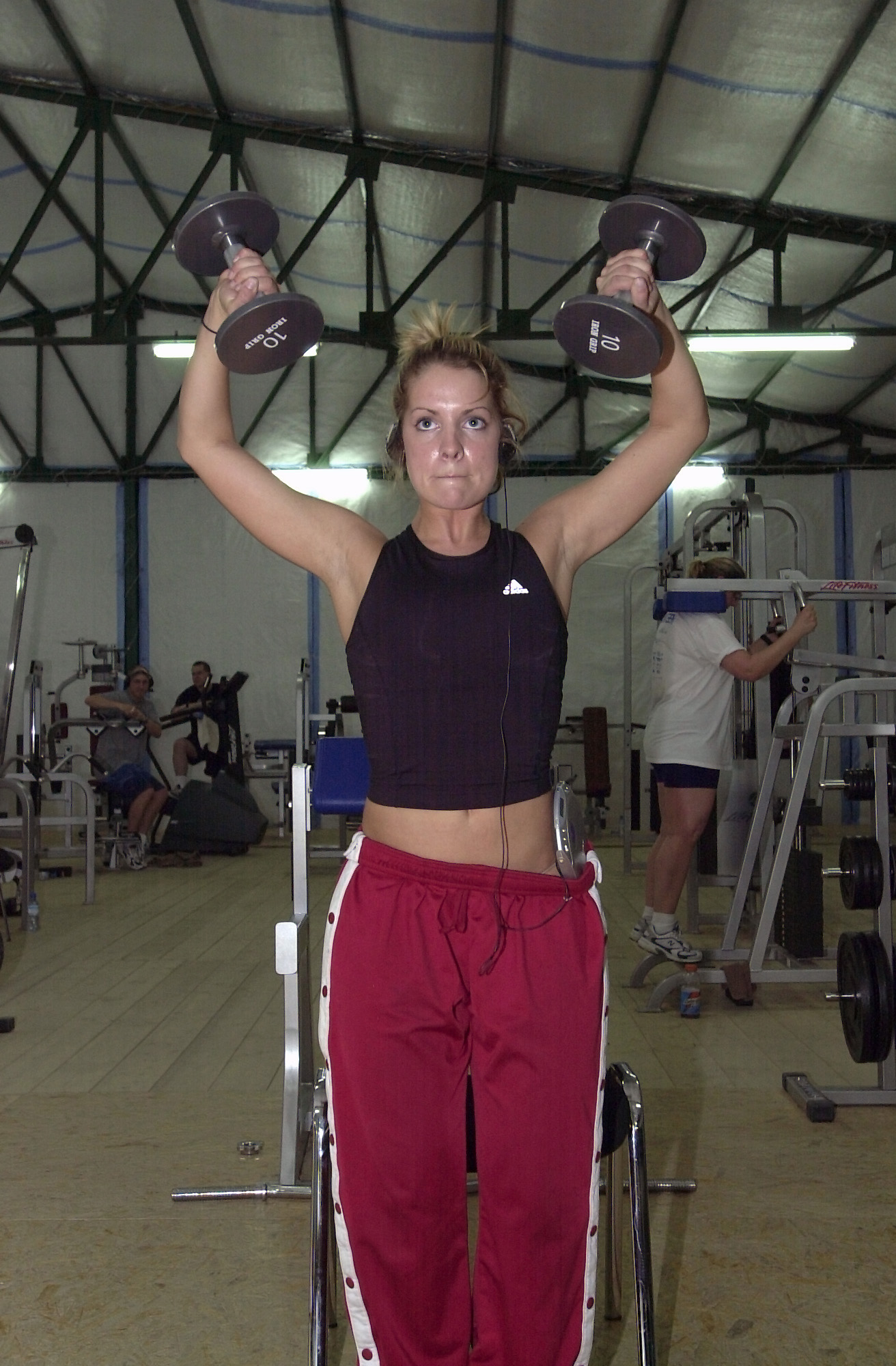
Mujer con un pantalón de broches.

Hay muchas variaciones en el diseño de los Sweetpants que han evolucionado para definir sus propias categorías de pantalones deportivos. Estas variaciones incluyen pantalones de moda, pantalones de viento, pantalones de botones o broches y pantalones musculosos

### Pantalones de moda
Pantalones de moda se refiere típicamente a la moda de ropa deportiva consciente. Estos pantalones a menudo están hechos de una variedad de materiales, como terciopelo o satén, y en muchas combinaciones de colores o patrones. Una característica distintiva es que los pantalones de moda generalmente carecen de la banda elástica en los tobillos.

### Pantalones de viento
Los pantalones de viento son similares a los pantalones de chándal pero son más ligeros y protegen al usuario del viento frío en lugar de aislarlo. Normalmente, los pantalones para viento están hechos de poliéster o nailon, con un forro de algodón o poliéster. La fricción natural del material de nailon contra sí mismo y el de las propias piernas, hace que hayan sonidos "oscilantes" al caminar. Los pantalones de viento a menudo tienen cremalleras en cada tobillo, lo que permite a los atletas desabrochar el extremo de cada pierna.

### Pantalones de broches o botones.
Los pantalones de botones, también conocidos como pantalones de broche o pantalones extraíbles están estrechamente relacionados con los pantalones de viento. Los pantalones de broches son pantalones de viento con cierre a presión que se extienden a lo largo de ambas piernas. Los broches permiten que los atletas se quiten sus pantalones de manera puntual para competir en algunos deportes. El baloncesto, la pista y el campo son los deportes comúnmente más asociados con esta prenda.